# Soccx
Soccx war eine aus fünf Mitgliedern bestehende Girlgroup aus den Vereinigten Staaten, die in Deutschland  produziert wurde. Bekannt wurde sie im Sommer 2006 durch die erste deutsche Handy-Soap mittendrin – Berlin rockt!, für die Soccx den Titelsong lieferten.

## Geschichte
Die fünf Mädchen lernten sich im Tanzstudio Alley Cat in West Hollywood kennen. 2005 gründeten sie unter dem Namen SoSicks ein gemeinsames Musikprojekt. Mit gecoverten Songs und eigenen Tanzprogrammen traten sie in zahlreichen Clubs an der US-amerikanischen Westküste auf. Versuche, über Demoaufnahmen und Gesangswettbewerbe einen Plattenvertrag zu bekommen, blieben jedoch zunächst erfolglos.
Erst 2006 wurden deutsche Musikproduzenten auf die fünf Mädchen aufmerksam und nahmen sie für Edel Records unter Vertrag. Nach ihrem Umzug nach Berlin entstand in Zusammenarbeit mit dem schwedischen Produzenten David Clewett der Partysong From Dusk Till Dawn (Get The Party Started), der als Trailersong für die Handy-Soap mittendrin – Berlin rockt! platziert werden konnte. Am 6. Oktober 2006 wurde die Single veröffentlicht und gelangte in die Top Ten der deutschen Single-Hitparade. Auch die zweite Single Scream Out Loud schaffte es bis auf Platz zehn.
Am 12. Januar 2007 wurde die Single Scream Out Loud in Deutschland veröffentlicht, 2008 auch in Belgien, Russland, Frankreich und der Schweiz. Das Album Hold On wurde Ende 2007 in Deutschland, der Schweiz, Polen, Frankreich, Belgien und Russland herausgebracht. Die dritte Single Can't take my eyes off you erschien im November 2007 zuerst in Deutschland.
Es gab mehrere Auftritte und Tourneen in Europa, vor allem in Deutschland.
Eine Auflösung der Band wurde bisher nicht öffentlich bestätigt, allerdings hatten bis 2008 alle Mitglieder außer Caity Lotz ihren Ausstieg bestätigt.

## Mitglieder
- Dominique Domingo (* 22. April 1986) bis Anfang 2008
- Nicole Ashley Isaacs (* 24. August 1986) bis September 2007
- Noreen Villareal Juliano (* 23. September 1984) bis Anfang 2008
- Caity Marie Lotz (* 30. Dezember 1986)
- Claude Racine (* 4. November 1983) bis September 2007
- Angela Randle bis 2006, sie wurde vor dem Umzug nach Deutschland durch Isaacs ersetzt

## Spätere Projekte der Mitglieder
Noreen Juliano und Dominique Domingo traten Anfang 2008 der amerikanischen Girlband The Beach Girlz bei, die unter anderem backing vocals für Miley Cyrus und Selena Gomez machten, sowie ein eigenes Album veröffentlichten. 2013 veröffentlichten sie mit der Girlgroup YLA eine Single.
Caity Lotz hat vor allem ab 2010 mehrere Filmrollen. Auch die anderen Mitglieder haben teilweise kleinere Auftritte in Filmen und Fernsehserien. Nicole Isaacs trat in der TV-Serie Now What? auf, Noreen Juliano in Keeping Up with the Kardashians.
Nicole Isaacs arbeitete als Produzentin für E! Entertainment Television für die Serie Fashion Police. Sie tritt zunächst unter dem Namen Miss Jetsetter als Food-Bloggerin auf und seit 2016 unter ihrem eigenen Namen als Influencerin für Reiseziele, Kosmetik und Fotografie.

## Diskografie

### Alben
- 2007: Hold On

### Singles
| Jahr | Titel Album                                         | Höchstplatzierung, Gesamtwochen, AuszeichnungChartplatzierungen (Jahr, Titel, Album, Platzierungen, Wochen, Auszeichnungen, Anmerkungen) | Höchstplatzierung, Gesamtwochen, AuszeichnungChartplatzierungen (Jahr, Titel, Album, Platzierungen, Wochen, Auszeichnungen, Anmerkungen) | Höchstplatzierung, Gesamtwochen, AuszeichnungChartplatzierungen (Jahr, Titel, Album, Platzierungen, Wochen, Auszeichnungen, Anmerkungen) | Anmerkungen                        |
| Jahr | Titel Album                                         | DE | AT | CH | Anmerkungen                        |
| ---- | --------------------------------------------------- | --- | --- | --- | ---------------------------------- |
| 2006 | From Dusk Till Dawn (Get The Party Started) Hold On | DE10 (9 Wo.)DE | AT47 (1 Wo.)AT | — | Erstveröffentlichung: Oktober 2006 |
| 2007 | Scream Out Loud Hold On                             | DE10 (9 Wo.)DE | AT54 (4 Wo.)AT | — | Erstveröffentlichung: Januar 2007  |
| 2007 | Can’t Take My Eyes Off You                          | — | — | — | Erstveröffentlichung: 2007         |